# 아코촌
아코촌(阿古村)은 일본 도쿄도 미야케 지청 관내에 설치되었던 촌이다. 현재의 미야케촌의 일부에 해당한다.